# Dead Can Dance (album)
Pour les articles homonymes, voir Dead Can Dance.
Albums de Dead Can Dance
Spleen and Ideal
(1985)
Dead Can Dance est le premier album du groupe Dead Can Dance, paru le 27 février 1984 chez le label 4AD.
Bien plus orienté post-punk et rock gothique que leurs productions récentes, l'album comprend le titre instrumental The Fatal Impact, qui avait été publié sur une cassette en supplément du magazine Fast Forward, en 1981. Les autres titres sont chantés par Lisa Gerrard ou Brendan Perry, avec, souvent, l'un faisant les chœurs pour l'autre.
Les titres interprétés par Brendan Perry sont proches des styles new wave, post-punk et rock gothique : guitares saturées (The Trial), voix grave parfois hiératique (In Power We Entrust the Love Advocated). Les chansons avec Lisa Gerrard sont déjà hors des modes et hors du temps (Ocean) et souvent déjà accompagnées de son Yangqin (souvent écrit Yang ch'in) emblématique (Carnival of Light, Flowers of the Sea).
Au moment de l'enregistrement de cet album, Brendan Perry et Lisa Gerrard étaient entourés d'un groupe comprenant Peter Ulrich à la batterie.
La pochette de l'album arbore un masque rituel papou de Nouvelle-Guinée dont la fonction, permettant aux objets inanimés de devenir animés, a inspiré le nom de l'album et du groupe éponyme,.

## Liste des titres

### Édition originale
1. The Fatal Impact
2. The Trial
3. Frontier
4. Fortune
5. Ocean
6. East of Eden
7. Threshold
8. A Passage in Time
9. Wild in the Woods
10. Musica Eternal

### Réédition
1. The Fatal Impact
2. The Trial
3. Frontier
4. Fortune
5. Ocean
6. East of Eden
7. Threshold
8. A Passage in Time
9. Wild in the Woods
10. Musica Eternal
11. Carnival of Light
12. In Power We Entrust the Love Advocated
13. The Arcane
14. Flowers of the Sea